# 최보경
최보경(崔普慶, 1988년 4월 12일 ~ )은 대한민국의 축구 선수이며 포지션은 수비수와 수비형 미드필더다. 현재 충남 아산 FC 소속이다.

## 축구인 경력

### 선수 경력
동국대학교를 졸업하고 2011년 드래프트를 통해 울산 현대에 입단하였다. 데뷔 3년차인 2013 시즌 주전으로 도약하여 리그 29경기에 출전하였다.
2014년 시즌을 앞두고 전북 현대 모터스로 이적하여 2014시즌 울산에서 하지 못했던 K리그 클래식 우승의 한을 전북에서 풀었다.
2015년 시즌 종료 후, 군 복무를 위해 안산 무궁화에 입대하였고 2017년 9월 23일에 군 복무를 마치고 전북으로 돌아왔다.
2023 시즌을 앞두고 수원 FC로 이적하였다.

### 국가대표 경력
2015년 6월 1일 발표된 아랍에미리트와의 친선 경기 및 러시아 월드컵 2차 예선 미얀마와의 경기에 나설 대표팀 명단에 포함되었으나 경기에는 출전하지 못하였다.

## 수상

### 클럽
울산 현대
- K리그1 : 준우승 (2013)
- AFC 챔피언스리그 : 우승 (2012)

 전북 현대 모터스
- K리그1 : 우승 (2014), (2015), (2017), (2018), (2019), (2020), (2021)

 안산 무궁화 FC
- K리그2 : 우승 (2016)